# Bermuda az 1960. évi nyári olimpiai játékokon
Bermuda az olaszországi Rómában megrendezett 1960. évi nyári olimpiai játékok egyik részt vevő nemzete volt. Az országot az olimpián 1 sportágban 9 sportoló képviselte, akik érmet nem szereztek.

## Vitorlázás
Nyílt
| Versenyző                                | Versenyszám     | Futam | Futam | Futam | Futam | Futam | Futam | Futam | Pontszám | Helyezés |
| Versenyző                                | Versenyszám     | 1     | 2     | 3     | 4     | 5     | 6     | 7     | Pontszám | Helyezés |
| ---------------------------------------- | --------------- | ----- | ----- | ----- | ----- | ----- | ----- | ----- | -------- | -------- |
| Brownlow Gray                            | Finn dingi      | 183   | (101) | 183   | 323   | 140   | 214   | 390   | 1433     | 32.      |
| Dick Divall DeForest Wheeler Trimingham  | Repülő hollandi | 231   | 747   | (212) | 337   | 388   | 314   | 990   | 3007     | 16.      |
| Bert Darrell Norman Jones Walter Jones   | 5,5 méteres     | 149   | 535   | (101) | 124   | 535   | 778   | 176   | 2297     | 12.      |
| Brownlow Eve Jimmy Kempe Richard Masters | Sárkányhajó     | (134) | 833   | 687   | 386   | 328   | 328   | 386   | 2948     | 15.      |